# Jonathan Amon
 Jonathan Oluwadara Amon (født 30. april 1999) er en amerikansk fodboldspiller, der spiller for Vejle Boldklub.  

## Klubkarriere

### FC Nordsjælland
Amon fik sin professionelle debut den 4. november 2017 i en uafgjort kamp mod Lyngby. Han erstattede Ernest Asante i kampens 84. minut. Den 26. november 2017 startede Amon kampen mod AC Horsens. Han spillede 80 minutter og scorede sit første mål som professionel fodboldspiller.

### Lyngby Boldklub
Den 30. juni 2023 skrev Lyngby Boldklub kontrakt med Amon. Han nåede at spille 52 kampe og score 4 mål i den kongeblå trøje.

### Vejle Boldklub
D. 1. juli blev Amon solgt videre til Vejle Boldklub.

## International karriere
Amon blev indkaldt i januar 2018 til USA U/20 til en træningslejr i Florida.
Den 4. november 2018 fik Amon sin seniordebut med landsholdet i en venskabskamp mod Peru.
| Klub            | Sæson          | Liga           | Liga | Liga | Pokal | Pokal | Kontinental | Kontinental | Total | Total |
| Klub            | Sæson          | Division       | Apps | Mål  | Apps  | Mål   | Apps        | Mål         | Apps  | Mål   |
| --------------- | -------------- | -------------- | ---- | ---- | ----- | ----- | ----------- | ----------- | ----- | ----- |
| FC Nordsjælland | 2017-18        | Superliga      | 10   | 2    | 0     | 0     | -           | -           | 10    | 2     |
| FC Nordsjælland | 2018-19        | Superliga      | 14   | 2    | 1     | 1     | 1           | 1           | 16    | 4     |
| FC Nordsjælland | Karriere i alt | Karriere i alt | 24   | 4    | 1     | 1     | 1           | 1           | 26    | 6     |